# Аргуэльес, Хосе
Хосе Энтони Аргульес (англ. José Argüelles), имя при рождении Джозеф Энтони Аргуэльес (англ. Joseph Anthony Arguelles), МФА: [ɑrˈɡweɪ.ɨs]; (24 января, 1939, Рочестер (Миннесота) — 23 марта, 2011, Австралия) — американский нью-эйдж автор и деятель искусств. Совместно с Ллойдиной Аргульес был соучредителем Planet Art Network  и Фонда закона времени . Один из организаторов мероприятия Дня Земли, а также основатель первого Всемирного Фестиваля Земли прошедшего в 1970 году, в Дэвисе, штат Калифорния. Был доктором философии по Истории искусств и Эстетики в Чикагском университете, а также преподавателем во множестве других колледжей, в том числе Принстонском университете и Художественном институте Сан-Франциско. Был братом-близнецом Ивана Аргуэльеса (англ.).
Хорошо известен как, руководитель первой синхронизированной глобальной медитации мира «Гармоническое слияние» (англ.), изобретатель (при ассистировании его жены Ллойдины) эзотерического календаря Дримспелл в 1990 году, а также играл значительную роль в комплексе эсхатологических заблуждений конца света в 2012 году.
Под конец своей жизни Аргульес сконцентрировался на проблеме сознания, разработке концепции ноосферы (основанной на работах Тейяра де Шардена и Вернадского) как глобального произведения искусства. В частности, им был задуман «радужный мост» опоясывающий Землю.